# 마대산
마대산(馬垈山)은 대한민국 강원특별자치도 영월군과 충청북도 단양군에 걸쳐 있는 산으로 표고는 1,052.2 m이다.

## 같이 보기
- 한국의 산 목록

## 참고 자료
- An Gyeong-ho (2007). 《한국 300 명산 (300 Korean Mountains)》. Seoul: 깊은솔 (Gipeunsol). ISBN 978-89-89917-21-2.